# Political Animals
Political Animals è una miniserie televisiva creata da Greg Berlanti e Laurence Mark, andata in onda su USA Network dal 15 luglio al 19 agosto 2012.

## Trama
Elaine Barrish, ex First Lady ed attuale Segretario di Stato, ha da poco divorziato e perso la candidatura a Presidente degli Stati Uniti d'America, ciò nonostante si dedica anima e corpo al suo lavoro presso il Dipartimento di Stato e cerca di tenere uniti i cocci della sua famiglia, trovando un ostacolo nella rampante giornalista Susan Berg, vincitrice del premio Pulitzer, che cerca in tutti i modi di distruggerle la carriera.

## Cast

### Principale
- Elaine Barrish, interpretata da Sigourney Weaver.
Ex First Lady ed attuale Segretario di Stato, che lotta per difendere carriera e famiglia.
- Susan Berg, interpretata da Carla Gugino.
Giornalista che tenta di distruggere la carriera di Elaine.
- Bud Hammond, interpretato da Ciarán Hinds.
Ex Presidente degli Stati Uniti ed ex marito di Elaine.
- Douglas "Doug" Hammond, interpretato da James Wolk.
Figlio minore di Elaine e Bud, anche lui coinvolto nel mondo della politica.
- T.J. Hammond, interpretato da Sebastian Stan.
Figlio apertamente gay di Elaine e Bud, e fratello gemello di Douglas.
- Margaret Barrish, interpretata da Ellen Burstyn.
Madre di Elaine ed ex showgirl di Las Vegas.
- Anne Ogami, interpretata da Brittany Ishibashi.
È la fidanzata di Doug.

### Ricorrente
- Paul Garcetti, interpretato da Adrian Pasdar.
Attuale Presidente degli Stati Uniti, che ha sconfitto Elaine alle primarie per poi nominarla Segretario di Stato.
- Fred Collier, interpretato da Dylan Baker.
Vicepresidente dalla doppia faccia, che nasconde vari segreti.
- Diane Nash, interpretata da Vanessa Redgrave.
Giudice lesbica della Corte Suprema, amica di Elaine Barrish.
- Barry Harris, interpretato da Roger Bart.
 Capo dello staff della Casa Bianca e ex manager della campagna presidenziale di Elaine.
- Alex Davies, interpretato da Dan Futterman.
Editore del Washington Globe e ex fidanzato di Susan Berg.
- Georgia Gibbons, interpretata da Meghann Fahy.
Ambiziosa blogger che lavora con Susan Berg.

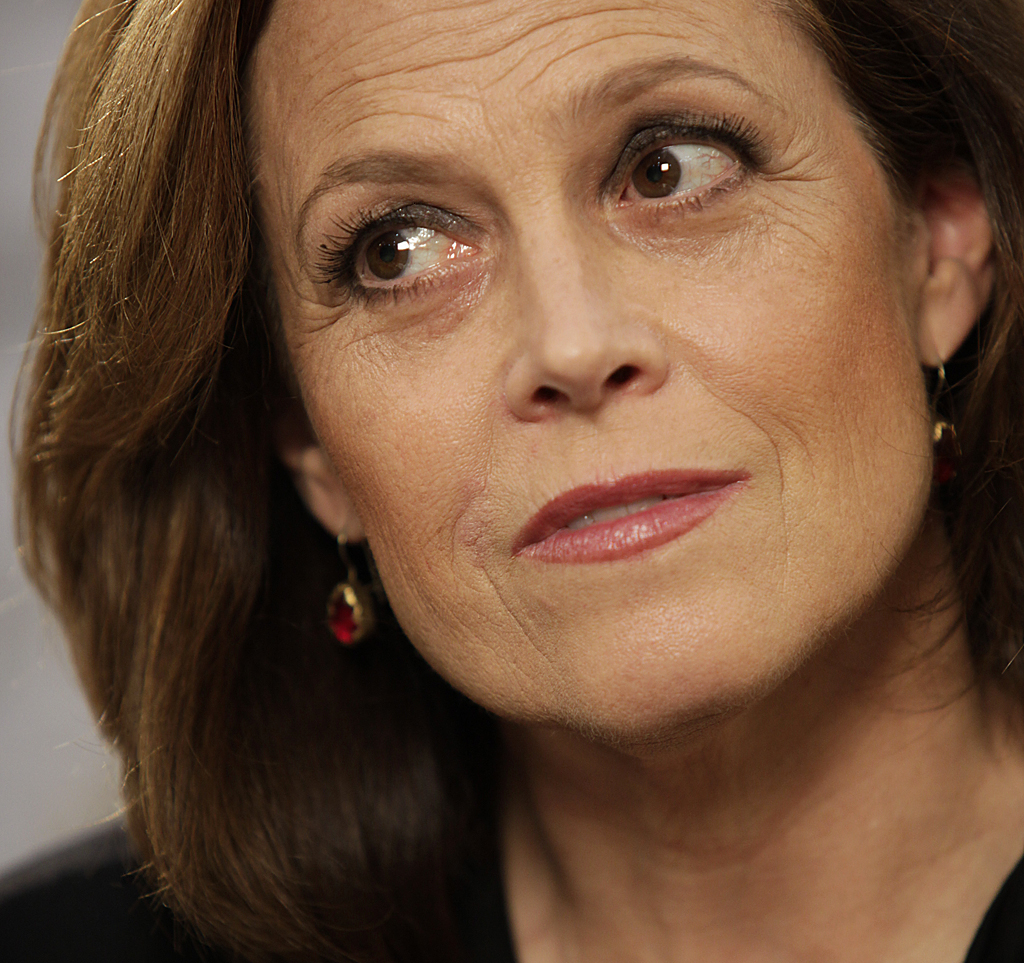
Sigourney Weaver interpreta Elaine Barrish
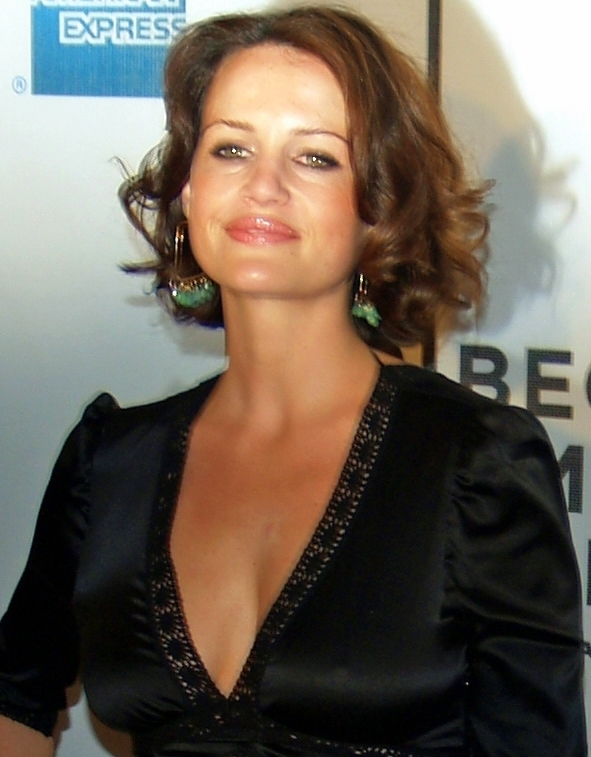
Carla Gugino interpreta Susan Berg
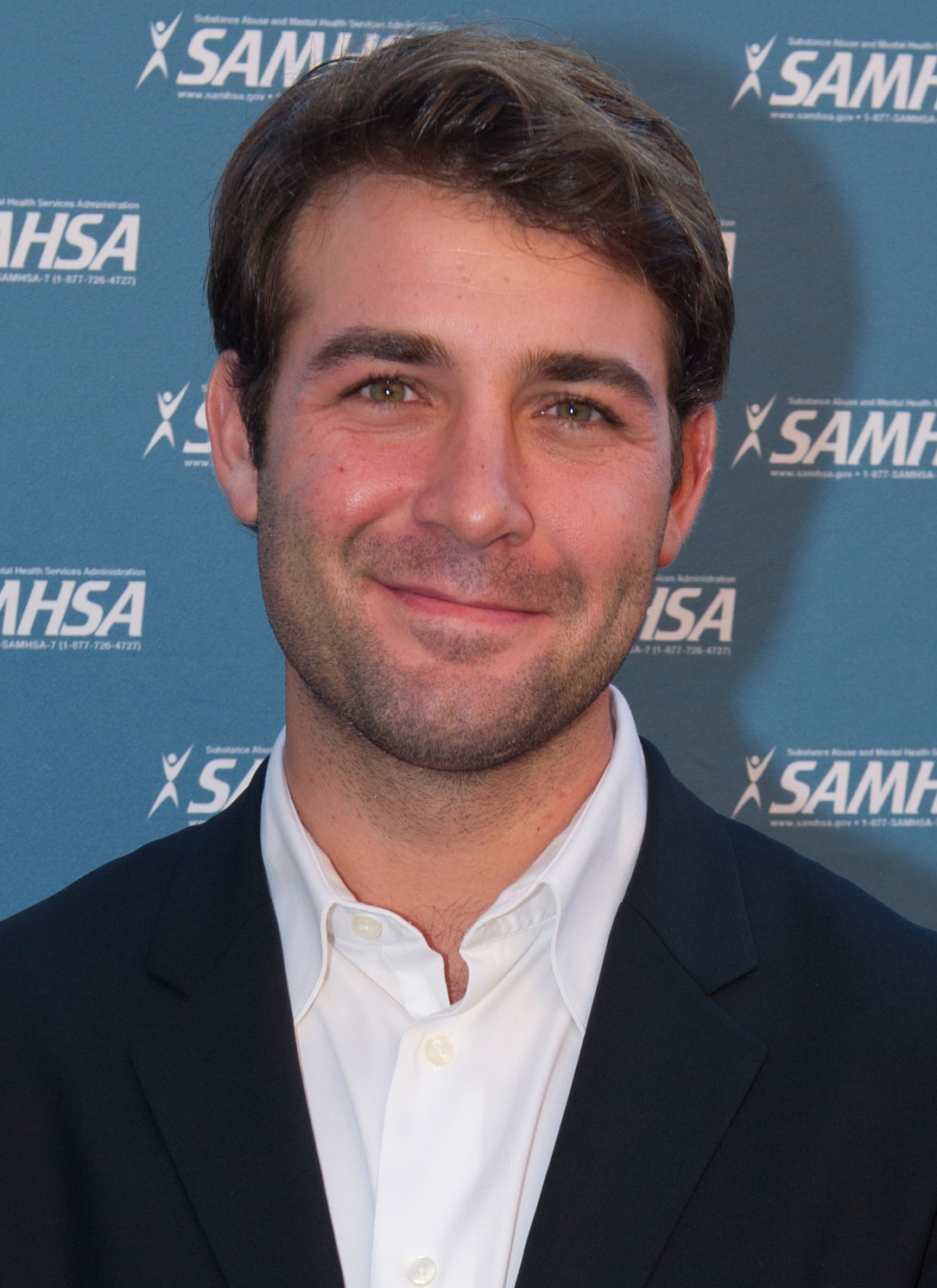
James Wolk interpreta Doug Hammond
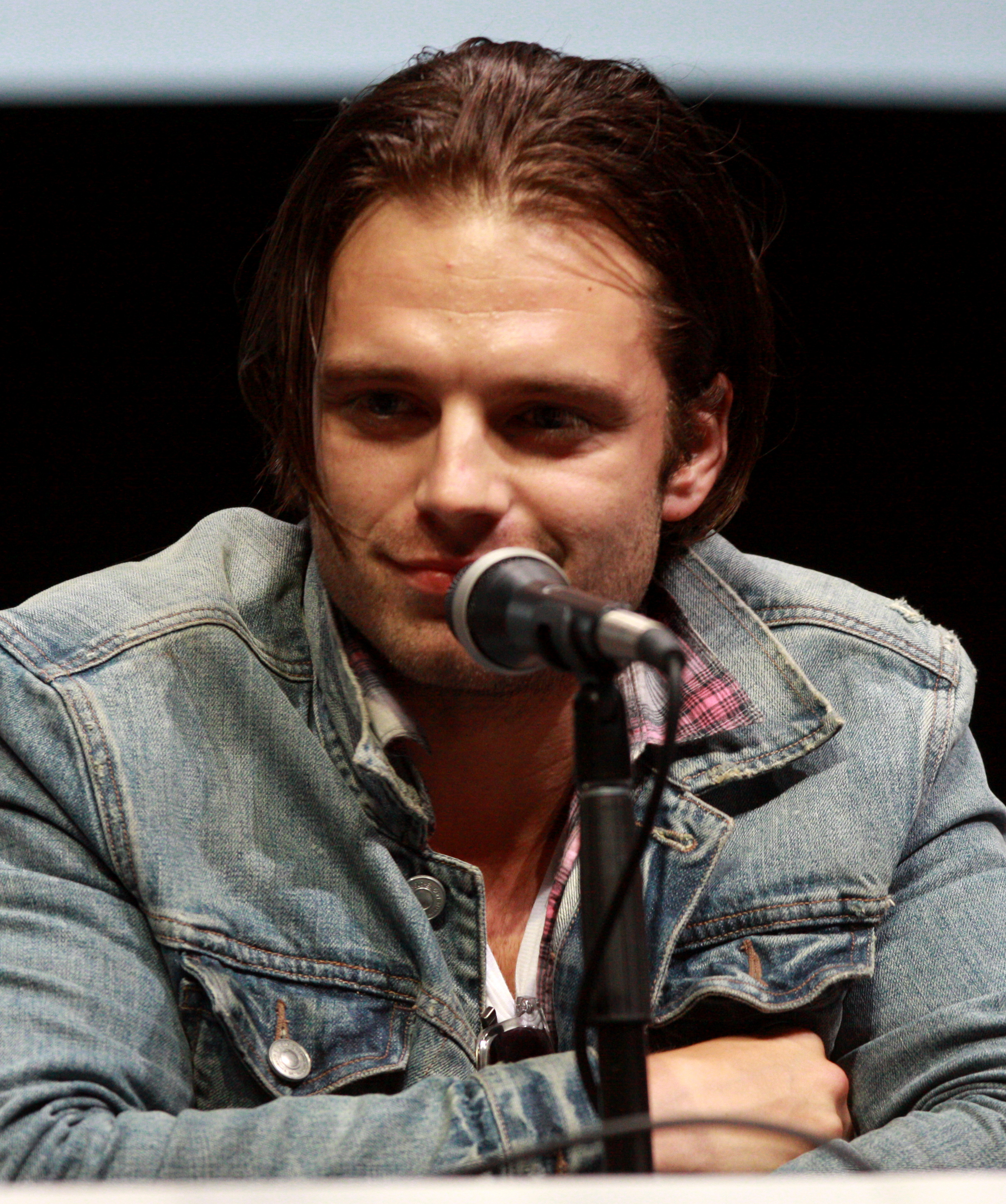
Sebastian Stan interpreta T.J. Hammond
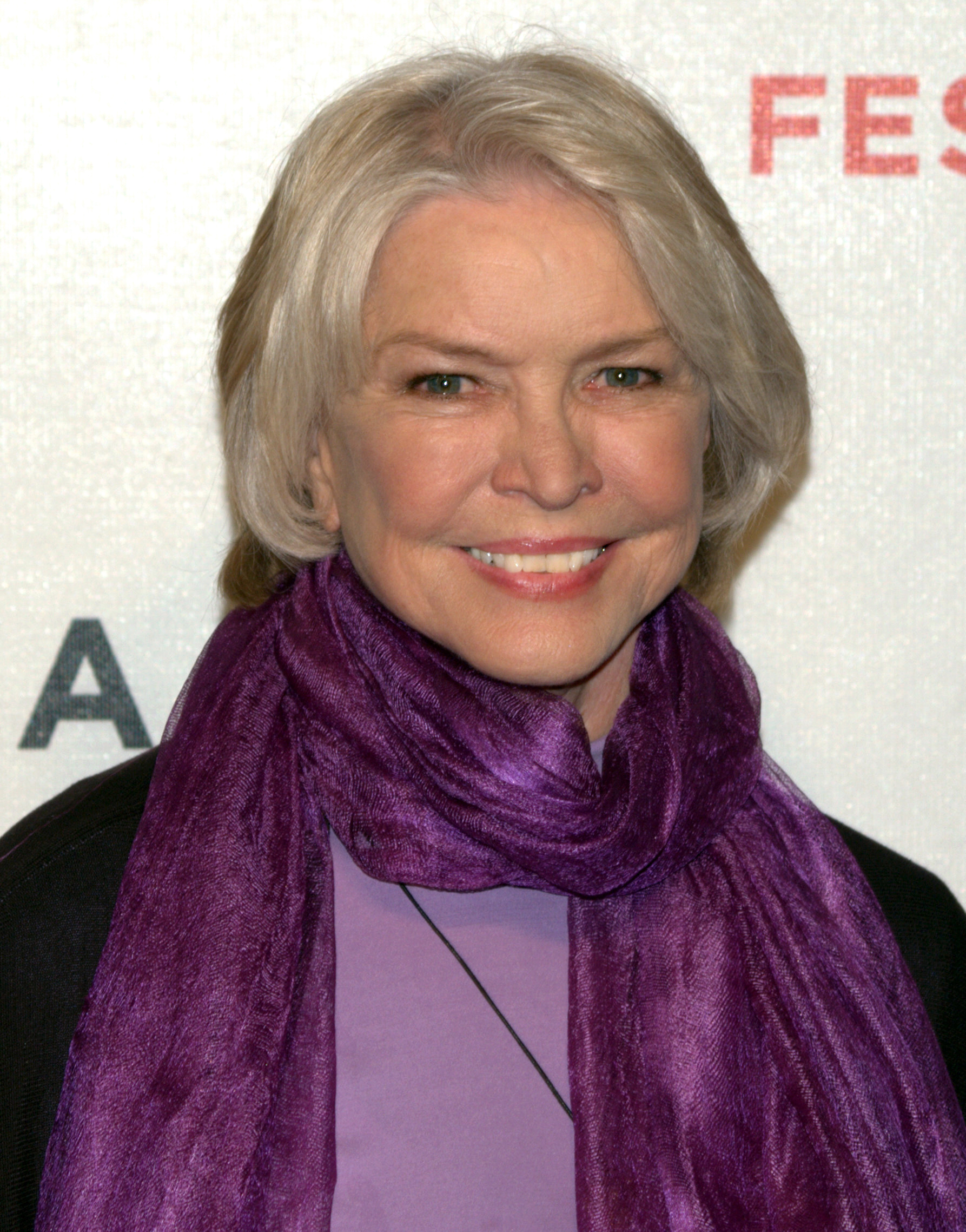
Ellen Burstyn interpreta Margaret Barrish
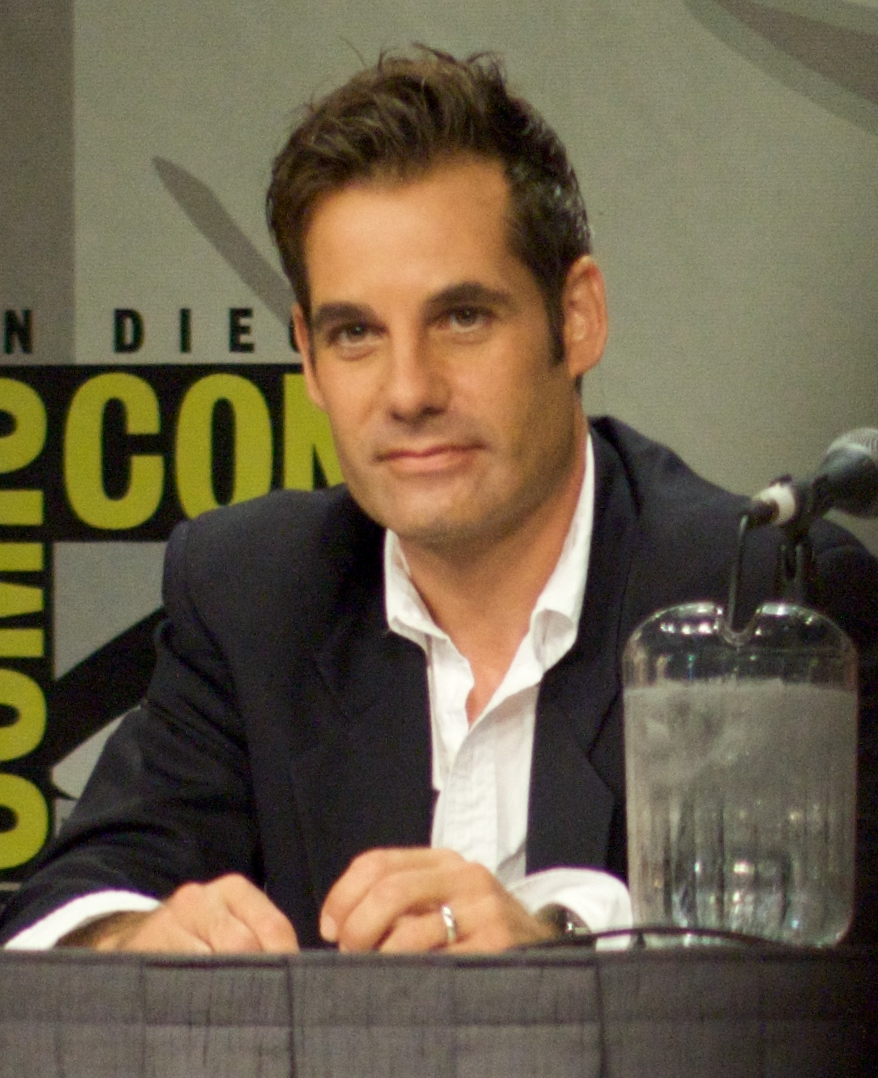
Adrian Pasdar interpreta Paul Garcetti
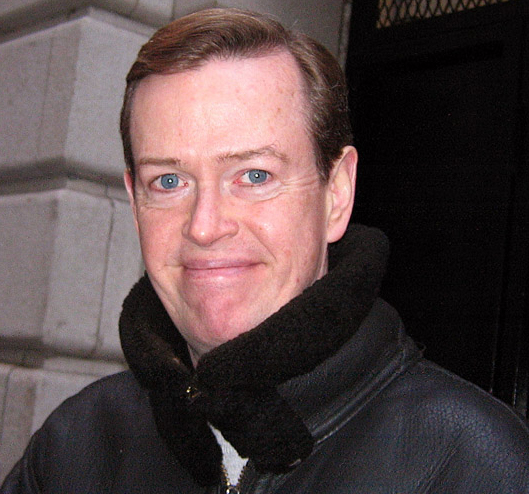
Dylan Baker interpreta Fred Collier

## Puntate
| nº | Titolo originale   | Titolo italiano | Prima TV USA   | Prima TV Italia |
| -- | ------------------ | --------------- | -------------- | --------------- |
| 1  | Pilot              |                 | 15 luglio 2012 |                 |
| 2  | Second Time Around |                 | 22 luglio 2012 |                 |
| 3  | The Woman Problem  |                 | 29 luglio 2012 |                 |
| 4  | Lost Boys          |                 | 5 agosto 2012  |                 |
| 5  | 16 Hours           |                 | 12 agosto 2012 |                 |
| 6  | Resignation Day    |                 | 19 agosto 2012 |                 |

## Produzione
Il 30 gennaio 2012, USA Network ha annunciato lo sviluppo di una serie di sei ore incentrata su una ex famiglia presidenziale. Contemporaneamente viene annunciato che l'episodio pilota è stato scritto e diretto da Greg Berlanti, oltre ad essere il produttore esecutivo della miniserie assieme a Laurence Mark e Sarah Caplan.
Ad inizio marzo il ruolo della protagonista, Elaine Barrish, è stato affidato a Sigourney Weaver, precedentemente era stato già ingaggiato l'attore James Wolk per il ruolo del secondo genito di Elaine. Sempre a marzo Carla Gugino si è unita al cast ottenendo il ruolo della giornalista Susan Berg, Sebastian Stan ha ottenuto il ruolo del primogenito di Eliane, mentre Ciarán Hinds ha ottenuto il ruolo dell'ex marito di Eliane ed ex Presidente degli Stati Uniti. Ad aprile Ellen Burstyn è stata ingaggiata per interpretare il ruolo della madre di Elaine, mentre a maggio Adrian Pasdar e Dylan Baker hanno ottenuto dei ruoli ricorrenti. Linda Powell, la figlia dell'ex Segretario di Stato statunitense Colin Powell, appare nel primo episodio, come consigliere di sicurezza nazionale del Presidente.
Il 2 novembre 2012 è stato ufficializzato da USA Network che la serie non sarebbe proseguita dopo la prima stagione.